# Claustre de la Fundació Pere Badia
El claustre de la Fundació Pere Badia és un monument del municipi de Torredembarra (Tarragonès) protegit com a bé cultural d'interès local. L'edifici, tot i ser d'estil barroc va ser construït com a Hospital de Caritat amb el llegat de l'indià de Torredembarra Pere Badia. El pati interior i el claustre és d'estil colonial i destaca el seu jardí.

## Descripció
Inicialment l'edifici era de planta quadrada d'on només sobresortia l'absis de la capella. Va patir transformacions posteriors que en van modificar el volum.
L'edifici s'organitza al voltant d'un pati quadrat de 17 x 17 m, al voltant del qual es circula per un passadís que dona accés a les diferents dependències. La capella situada al centre de l'eix nord-sud, és d'estil barroc.
L'antic hospital conté grans espais delimitats per les parets i la volta de canó feta amb maó de pla amb arcs formers que s'han anat fraccionant en espais més petits segons les necessitats de cada moment.
És un edifici amb una clara funció social i, per tant, es busca l'economia, la simplicitat de les solucions constructives i absència d'ornaments.
Els murs de maçoneria tenen un gruix d'entre 65 i 80 cm són l'element estructural que suporta la volta i la coberta. No presenten cap tipus d'ornamentació. Únicament les cantonades, la porta d'entrada i els brancals i les llindes de les obertures tenen carreus de pedra.
A l'interior els murs estaven arrebossats, però s'ha anat perdent. Es veuen però, restes d'aquest material a les voltes. El paviment original interior és de maó de pla ceràmic, encara es conserva a l'ala oest.
La coberta és de teula romana a dues aigües i es disposa en dos nivells, més alt pel que fa al cos principal.
La porta d'entrada d'accés a l'edifici presenta una mínima decoració escultòrica. La distribució de les finestres no segueix cap regla compositiva.

## Història
L'edifici de la fundació Pere Badia té els seus orígens en el llegat de Pere Badia, un indià enriquit a les colònies, va deixar a la vila de Torredembarra mitjançant la creació el 1793 de la Fundació Pere Badia. L'antic hospital de Torredembarra va ser substituït per aquest edifici a l'octubre de 1824.
Inicialment aquest nou hospital estava fora muralles posteriorment amb el creixement de la vila de Torredembarra va quedar integrat en la trama urbanística.
Durant els segles xviii i xix Torredembarra va experimentar un gran creixement demogràfic i econòmic fruit de la seva important activitat comercial. La població va créixer més enllà de les muralles de manera racional i organitzada. Durant el segle xix es van construir a Torredembarra quatre grans edificis públics: el col·legi del Patronat Antoni Roig, l'escorxador municipal, l'església parroquial de Baix a Mar i l'Hospital de la Fundació Pere Badia.
Aquest hospital estava atès per les filles de la caritat de Sant Vicenç de Paül i donava servei als més desafavorits. Actualment funciona com a residència geriàtrica tot i que la residència pròpiament dita es troba en un edifici de nova construcció.
L'any 2011 s'inaugurà la rehabilitació de l'ala oest de l'antic edifici per poder acollir els centres de dia de la residència i aules polivalents per a la realització d'activitats, en base un projecte del 2008.